# Puerto Williams
Puerto Williams is een plaats in Chili, in de gemeente Cabo de Hornos, en is de hoofdplaats van de provincie Antártica Chilena in de regio Magallanes y la Antártica Chilena. In 2002 telde Puerto Williams 2262 inwoners. Het stadje is gelegen op het Isla Navarino, een eiland gelegen tussen Vuurland (Tierra de Fuego) en Kaap Hoorn, en ligt aan het Beaglekanaal.
Puerto Williams wordt wel beschouwd als de meest zuidelijk gelegen permanent bewoonde plaats ter wereld. De definitie hangt af van wat men een 'plaats' noemt; het gehucht Puerto Toro op hetzelfde eiland, met slechts enkele tientallen vaste bewoners, ligt nog circa 15 km. zuidelijker.

## Geschiedenis
De omgeving van Isla Navarino werd rond 1850 door anglicaanse missionarissen bezocht. Wegens ziekten en slecht weer bleven ze slechts kort.
Omstreeks 1890 kende het eiland een korte goldrush. In het begin van de 20e eeuw deed de Duitse priester en etnoloog Martin Gusinde, die van 1918 tot 1923 het Yahgan-volk onderzocht, etnografische onderzoeken.
Puerto Williams werd op 23 november 1953 gesticht onder de naam Puerto Luisa. In 1956 werd het hernoemd tot Puerto Williams. Deze naamsverandering was een eerbetoon aan de Britse zeeman en politicus John Williams Wilson, die in 1843 in de buurt van Punta Arenas het fort Fuerte Bulnes ter afgrenzing van de Chileense territoriale aanspraken en ter bewaking van de Straat Magelhaen liet aanleggen. De plaats werd vooral ontwikkeld als marinebasis voor Chili. Het marineziekenhuis met een grootte van 638 m² ging in 1960 open. In 2002 werd de elektriciteitsvoorziening overgedragen van de Chileense marine aan een private onderneming.

## Toerisme
Vanuit Punta Arenas is er een lijndienst met het vliegveld van Puerto Williams; ook is er een veerverbinding. Puerto Williams is uitgangspunt voor reizen naar het Chileense Antártica en een geliefde tussenstop voor cruiseschepen en zeezeilers.

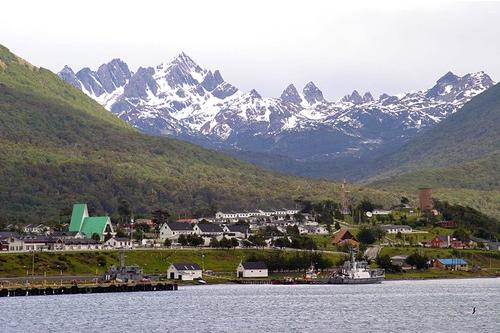
Puerto Williams met de Dientes de Navarino op de achtergrond

Toeristische doelen die vanuit Puerto Williams bereikbaar zijn, zijn onder andere de trekkingroutes Circuito de los Dientes, Circuito Navarino en Circuito Wulaia.
De Circuito de los Dientes gaat als weinig ontsloten wandelroute rond het gelijknamige bergmassief ten zuidwesten van Puerto Williams.
Toeristen maken vaak gebruik van de mogelijkheid om een bezoek te brengen aan het in 1945 gestichte Nationale park Kaap Hoorn, met een oppervlakte van 630 km² en de daar aanwezige pinguïnkolonies. Ook de Cordillera de Darwin met de gletsjers La Romanche (de grootste van Chili die tot in het water schuift), Holanda, Italia, Francia en Alemania zijn een bezoek waard.

## Klimaat
Puerto Williams kent een zeeklimaat, volgens de klimaatclassificatie van Köppen code Cfc. Door de ligging aan zee zijn de winters gematigd en de zomers zijn kort en koel. De koelste maand is juli met een gemiddelde temperatuur van 1,3°C en januari is de warmste met een gemiddelde van 10,5°C; de maximum overdagtemperaturen in die maanden zijn resp. 3,9°C en 15,1°C. Er valt ruim 500 millimeter per jaar aan neerslag en de verdeling over de maanden is gelijkmatig; gebergten in zuidwestelijke en westelijke richting bieden enige regenschaduw. Het aantal uren met zon is gemiddeld circa 1880 per jaar. Rond de plaats liggen bossen, maar op grotere afstand en de hoger gelegen gebieden zijn boomloos en hebben een toendra-karakter. Er komen regelmatig sterke westenwinden van de Grote Oceaan over de stad.

## Afbeeldingen

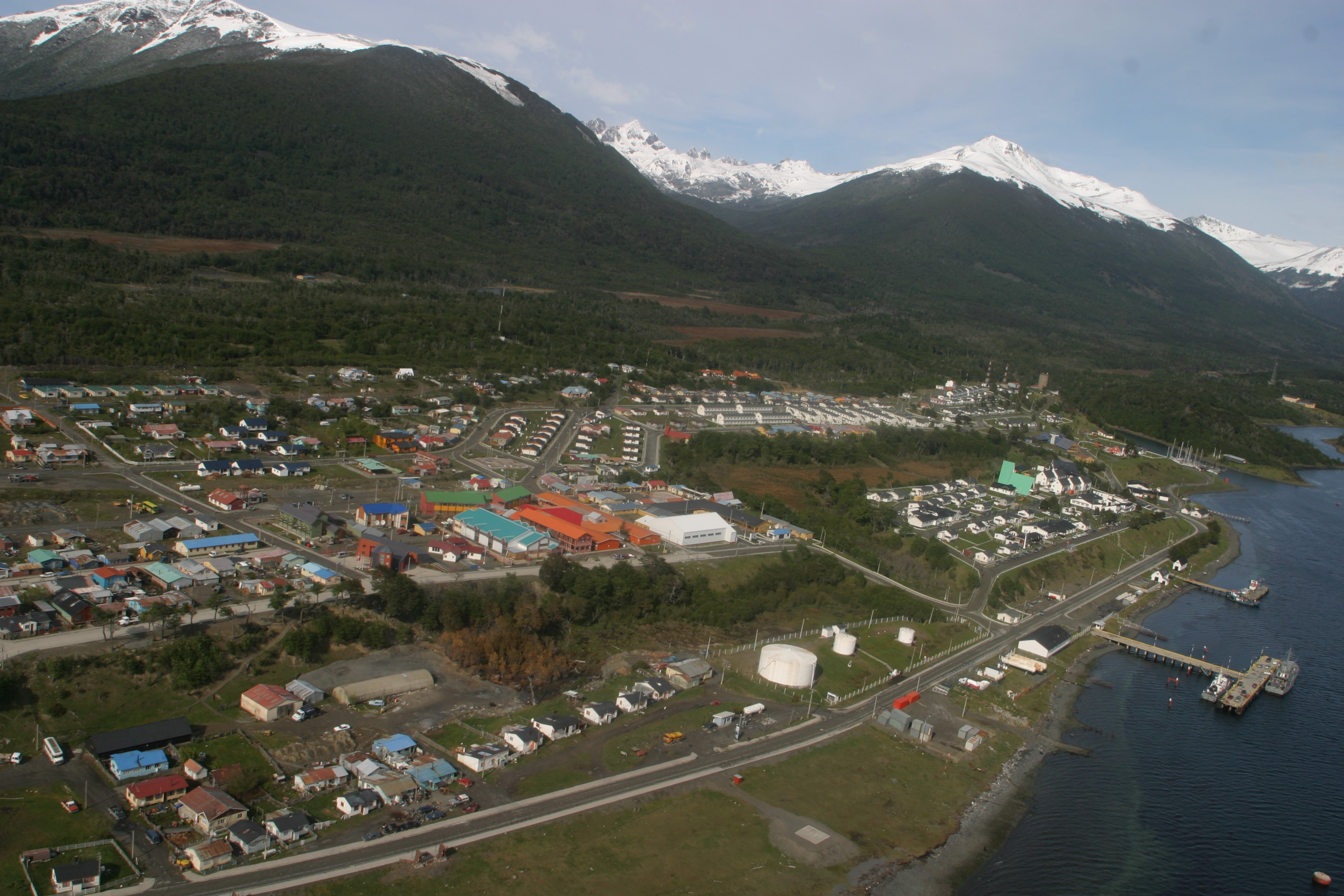
Puerto Williams vanuit de lucht
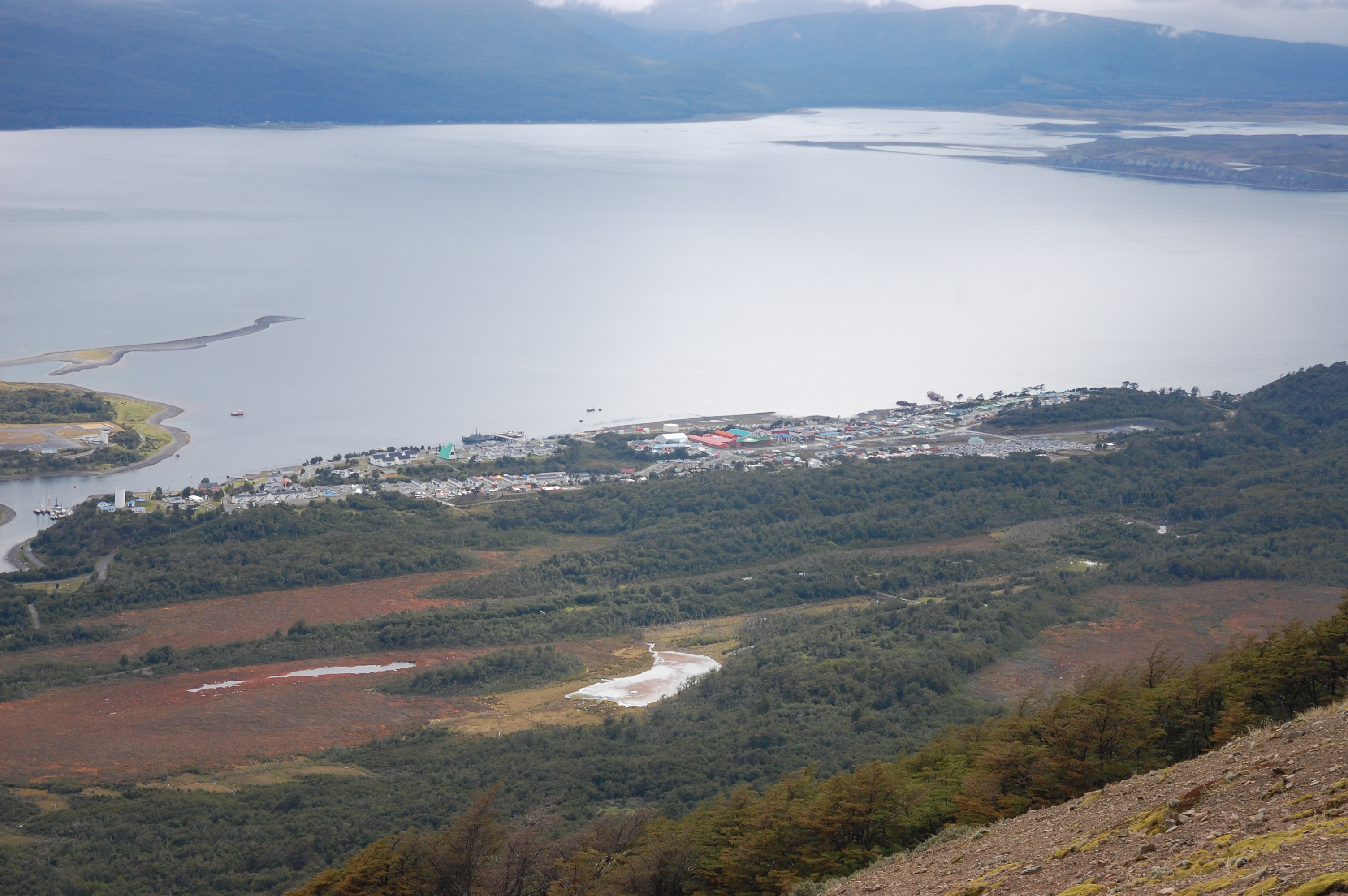
Puerto Williams gezien vanaf de Cerro Bandera
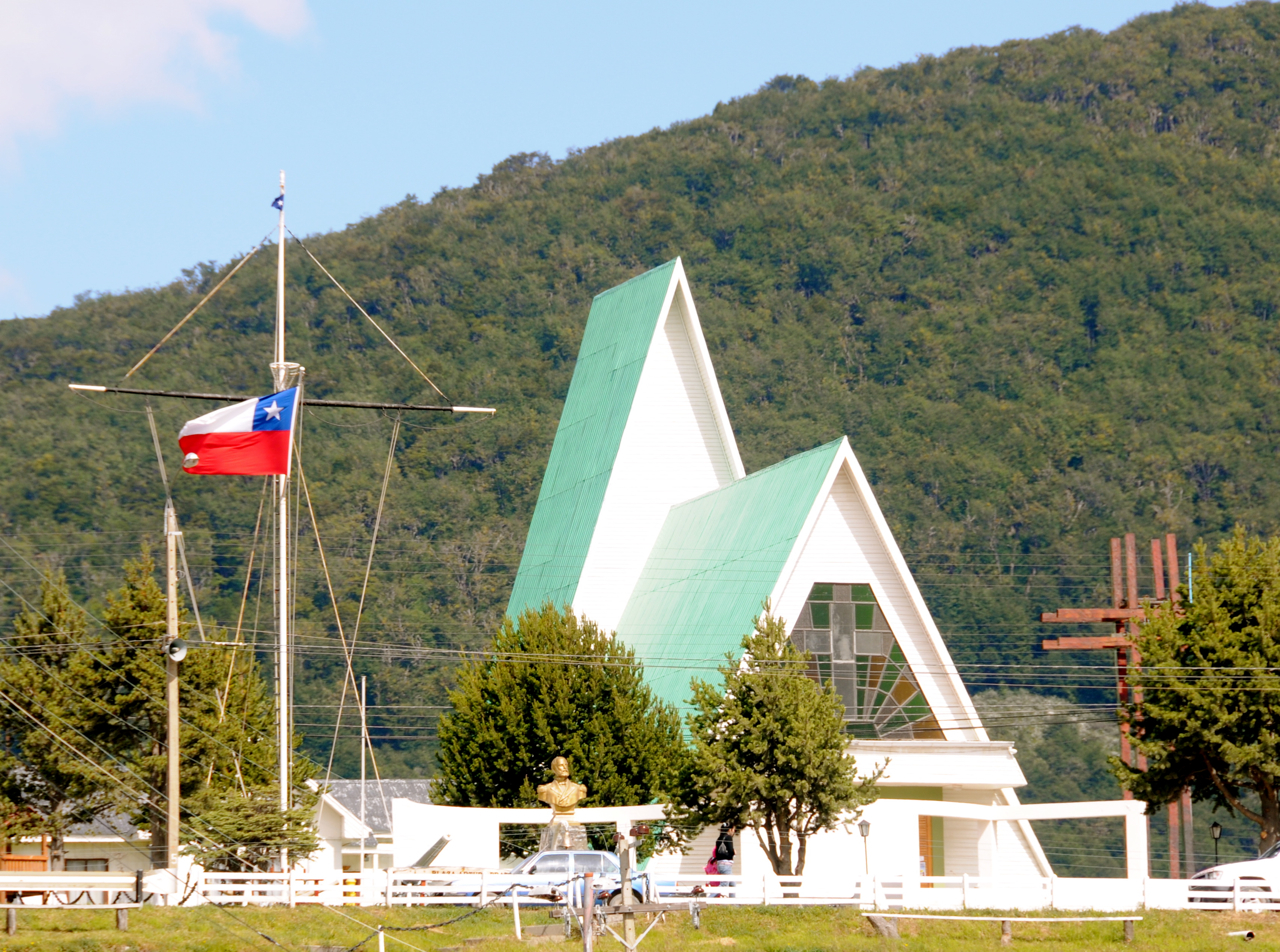
Kerk in de plaats
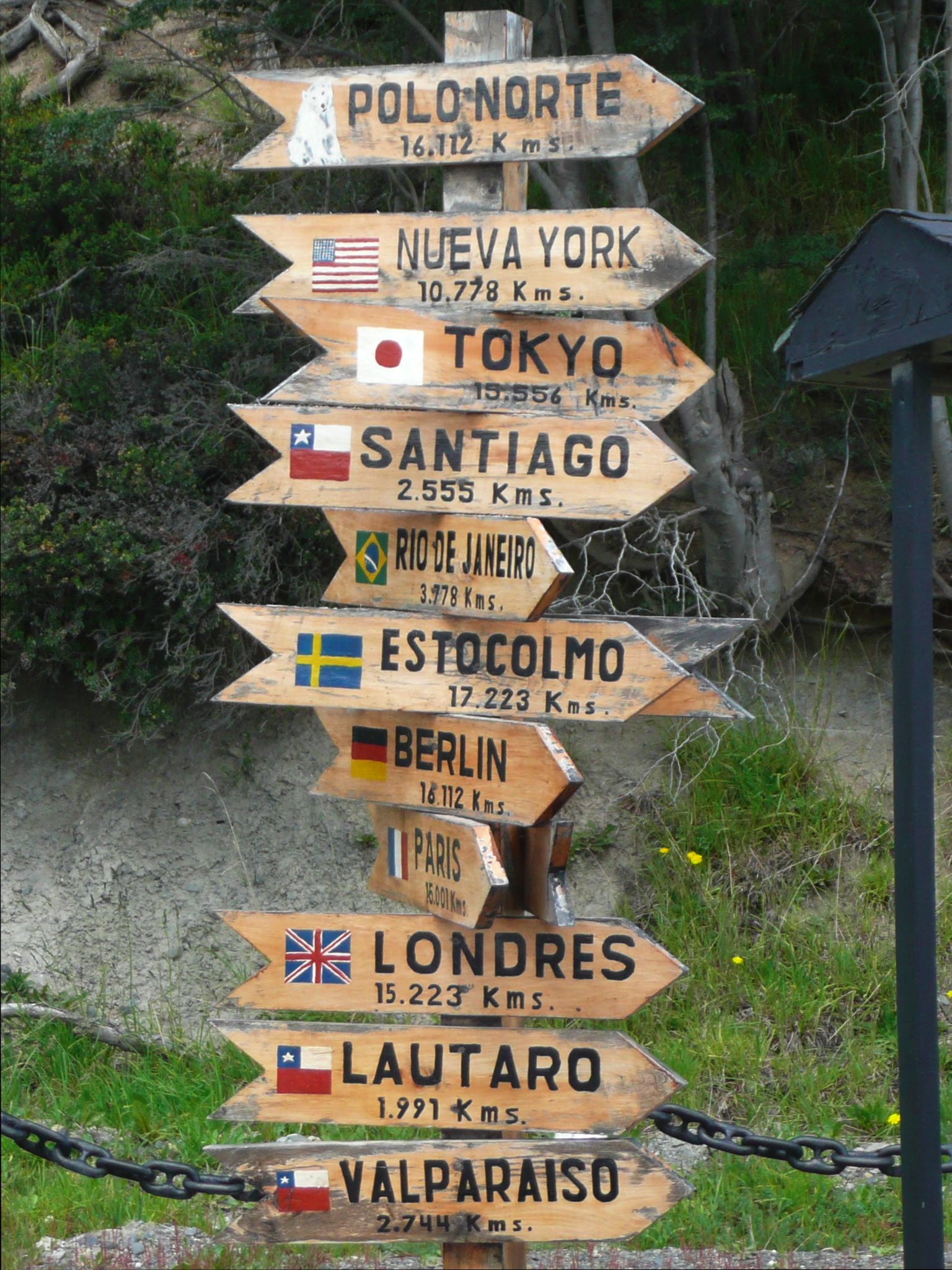
De plaats ligt erg geïsoleerd